# فرانس اسنایدرز

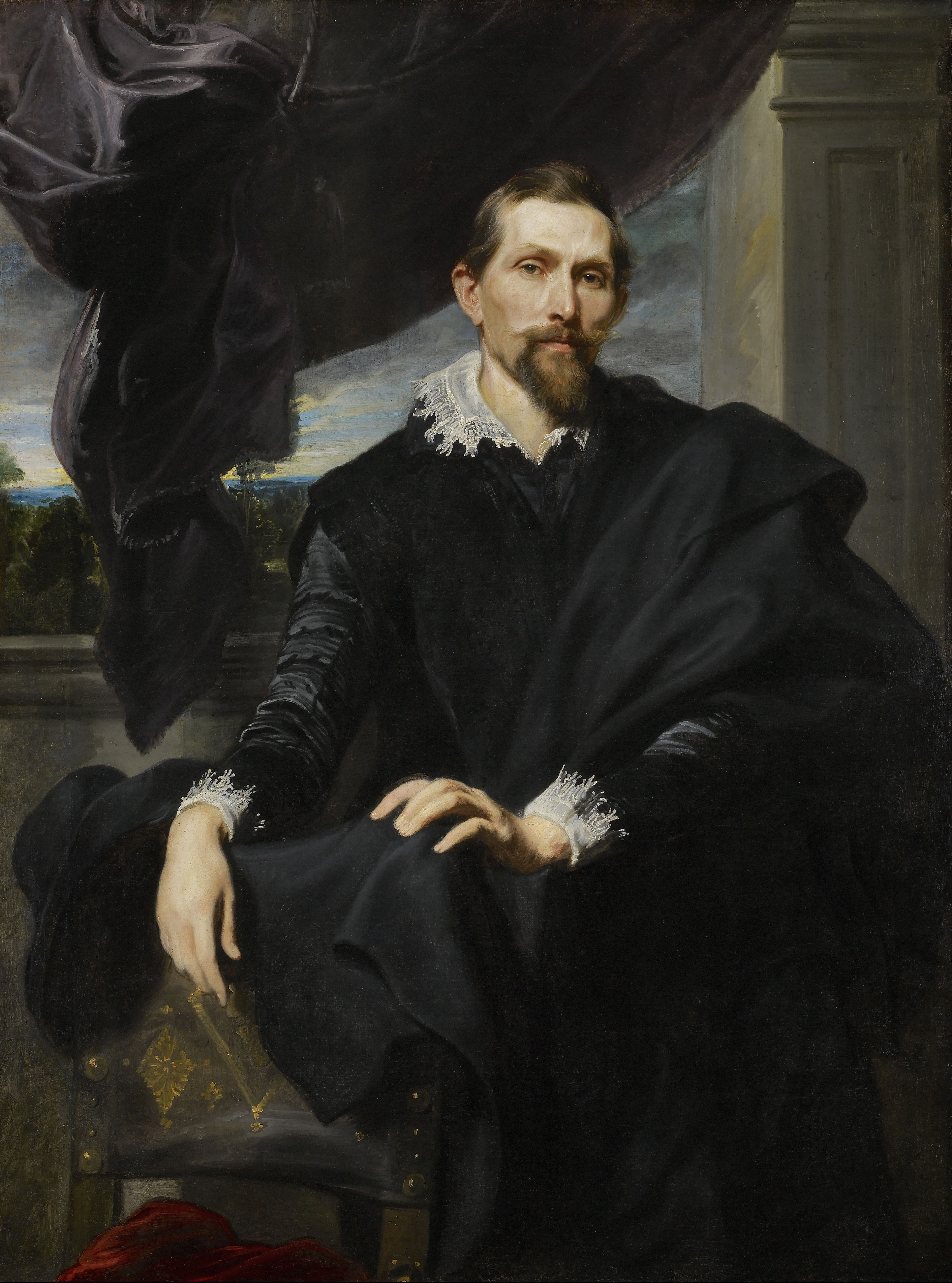
فرانس اسنایدر, اثر آنتونی فان دیک

فرانس اسنایدر (به انگلیسی: Frans Snyders) یا Frans Snijders (۱۱ نوامبر ۱۵۷۹، آنتورپ - ۱۹ اوت ۱۶۵۷، آنتورپ) یک نقاش فلاندری بود که به موضوع حیوانات، صحنه‌های شکار، صحنه‌های بازار و طبیعت بی‌جان پرداخت. او یکی از اولین متخصصان انیمالیر ویژه بود و طیف گسترده‌ای از موضوعات جدید زندگی و حیوانات در آنتورپ را آغاز کرد. او به‌طور همیشگی با نقاشان پیشرو آنتورپ مانند پیتر پل روبنس، آنتونی فان دیک و ژاکوب جوردنز همکاری می‌کرد.

## زندگی
اسنایدر در انتورپ متولد شد. پنج خواهر و برادر داشت. برادرش میشیل نیز نقاش شد اما هیچ آثاری از وی در دست نیست.
اسنایدرز به شاگرد پیتر بروگل کهتر در سال ۱۵۹۳ بود و متعاقباً با هندریک ون بالن که اولین استاد آنتونی فان دیک بود، آموزش دید. در سال ۱۶۰۲ استاد انجمن صنفی سن لوک آنتورپ شد. وی در سال ۱۶۰۸ تا ۱۶۰۹ به ایتالیا سفر کرد و اولین بار در رم اقامت گزید. این هنرمند متعاقباً از رم به میلان سفر کرد. یان بروگل مهتر با نامه ای به کلکسیونر هنر معروف کاردینال بورومئو، وی را در آنجا معرفی کرده بود.

## منتخب آثار

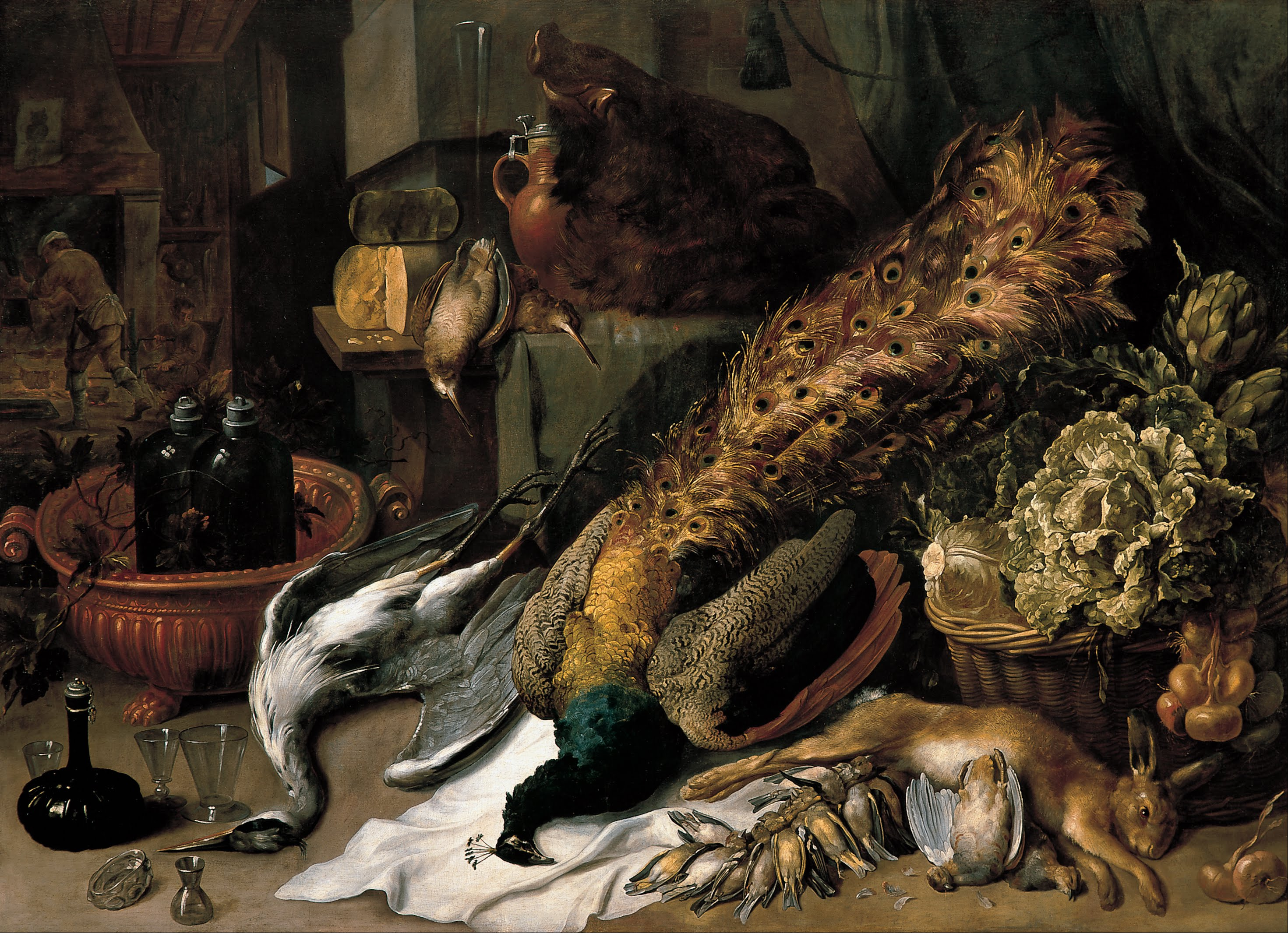
طبیعت بی‌جان در یک سردخانهٔ شراب بین ۱۶۱۰ و ۱۶۲۰ م. مجموعه خصوصی
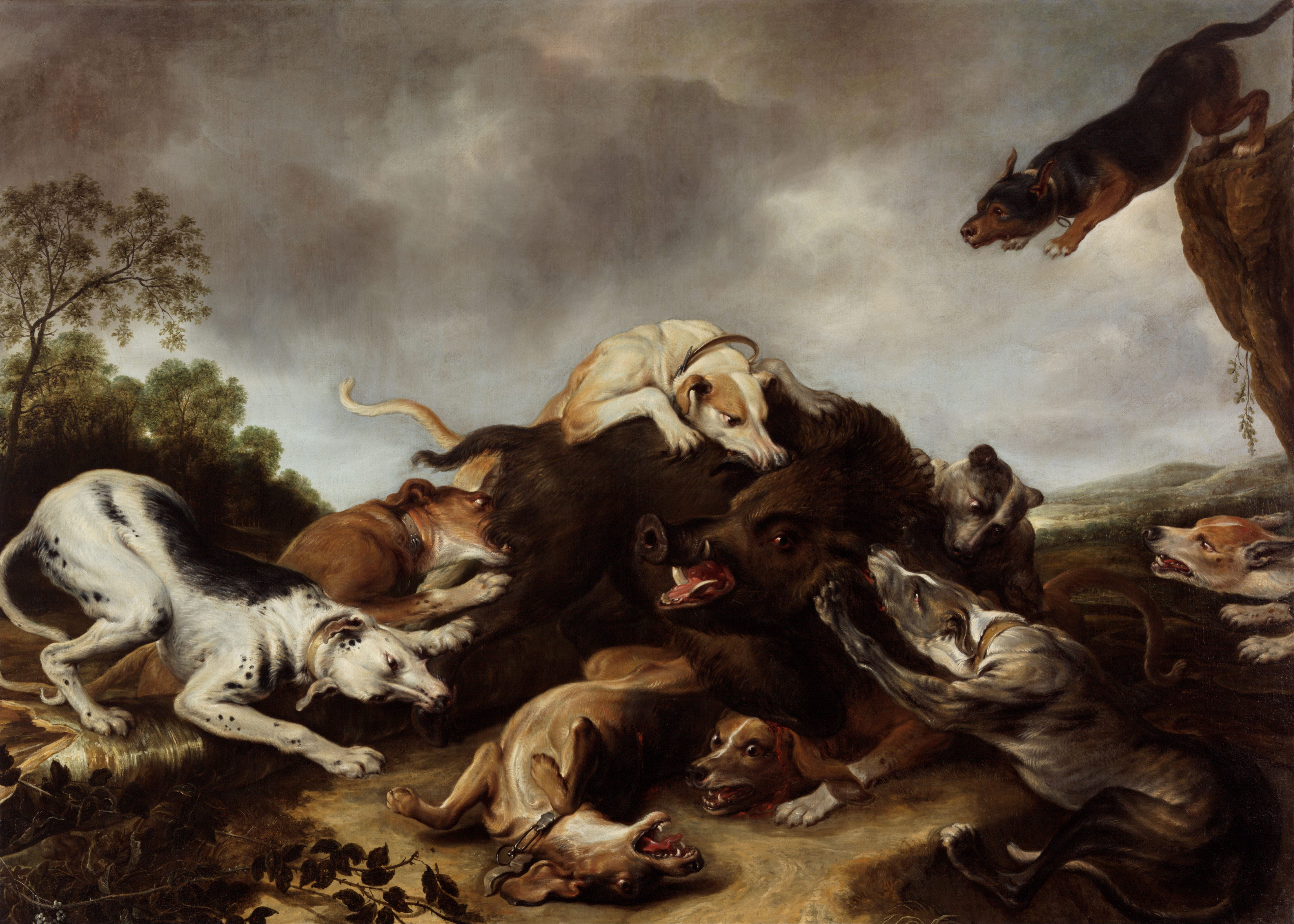
شکار گراز وحشی
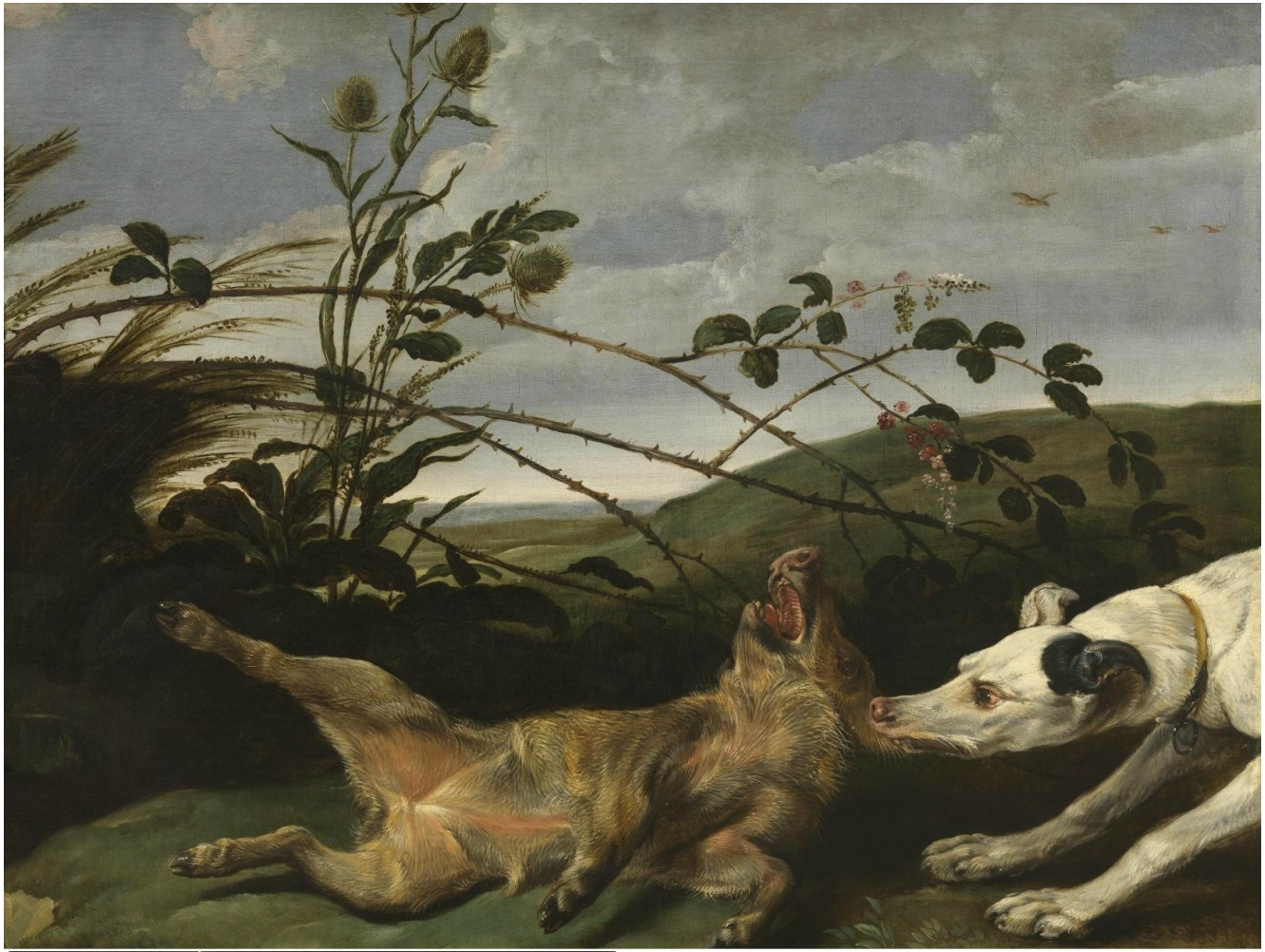
شکار یک گراز وحشی جوان با تازی
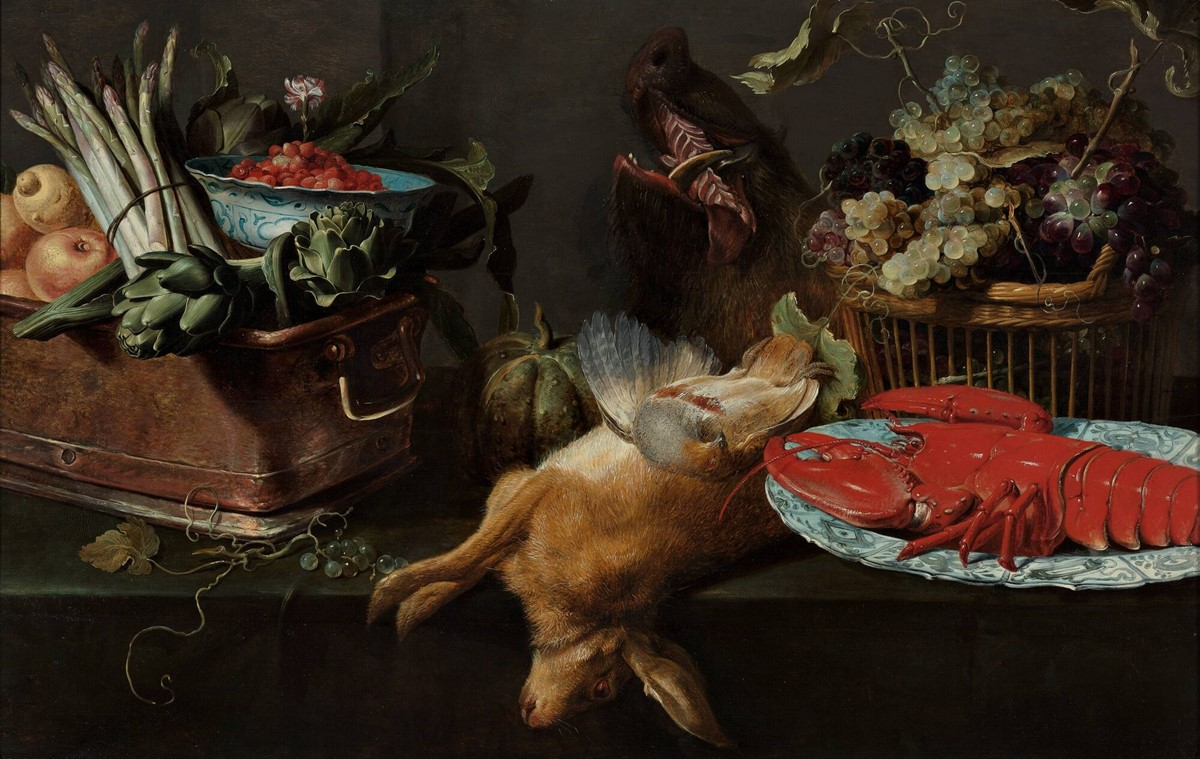
آشپزخانه همیشه زنده
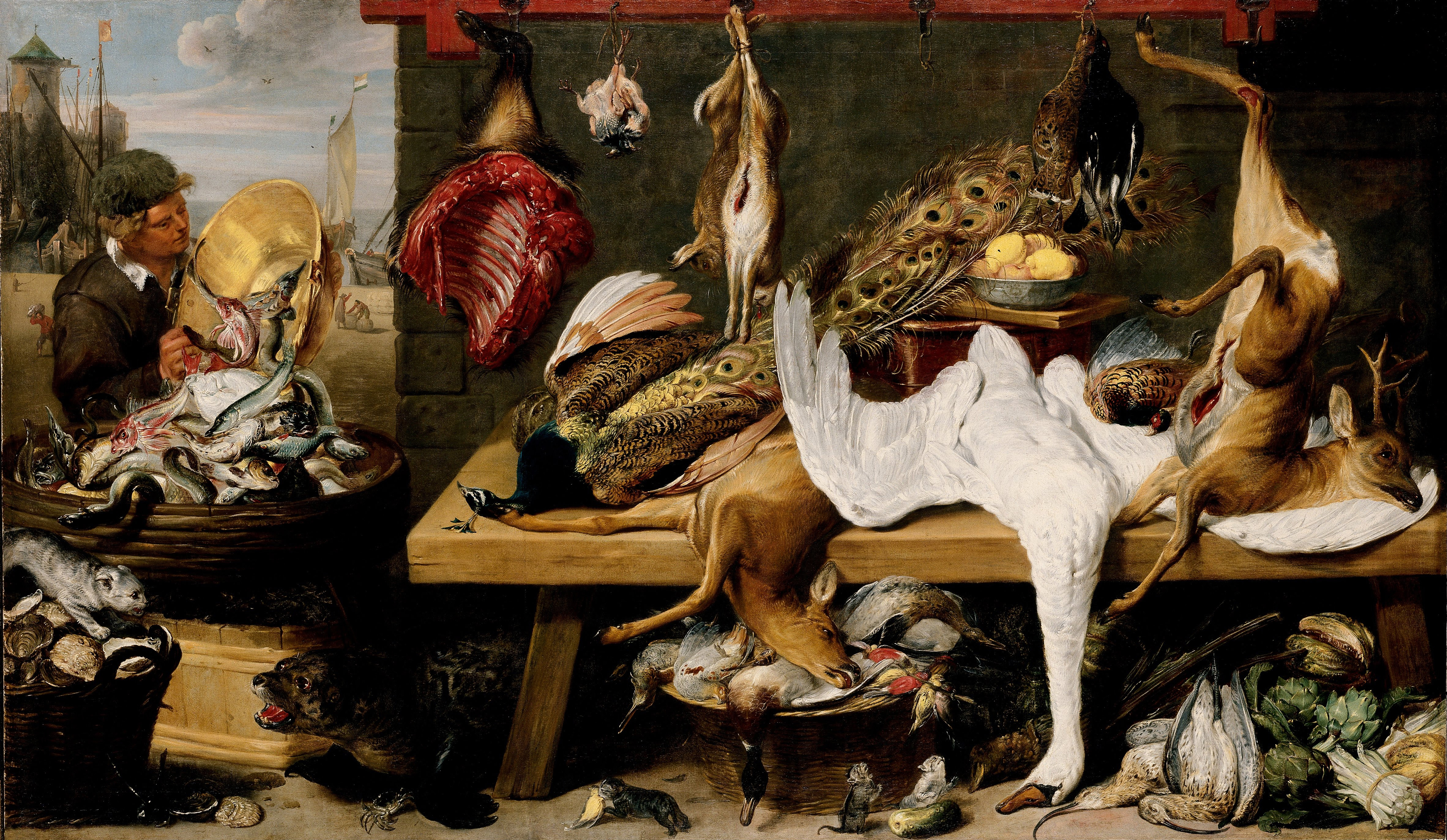
صحنه بازار در یک اسکله
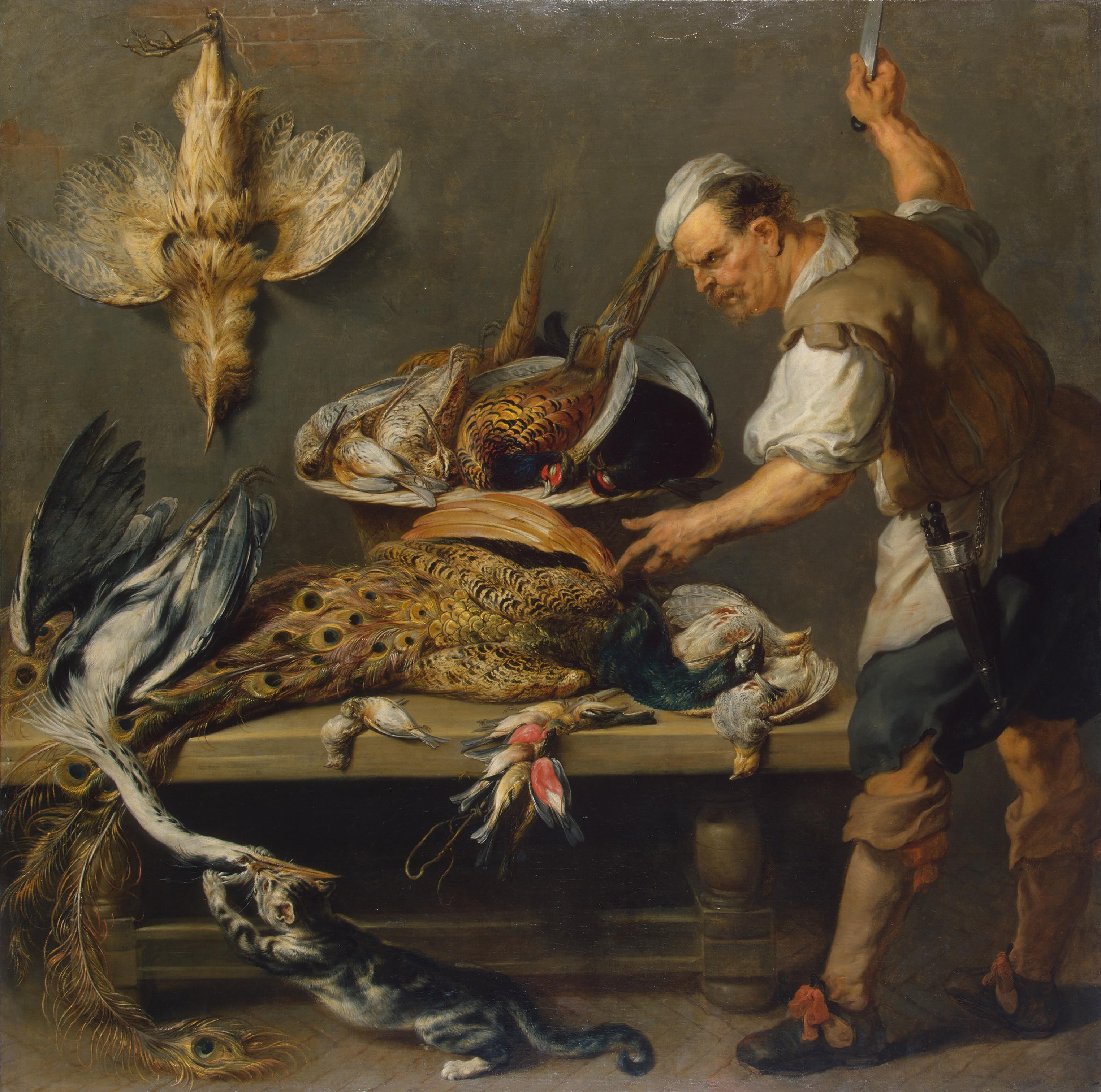
آشپزی با شکار مرده روی میز آشپزخانه
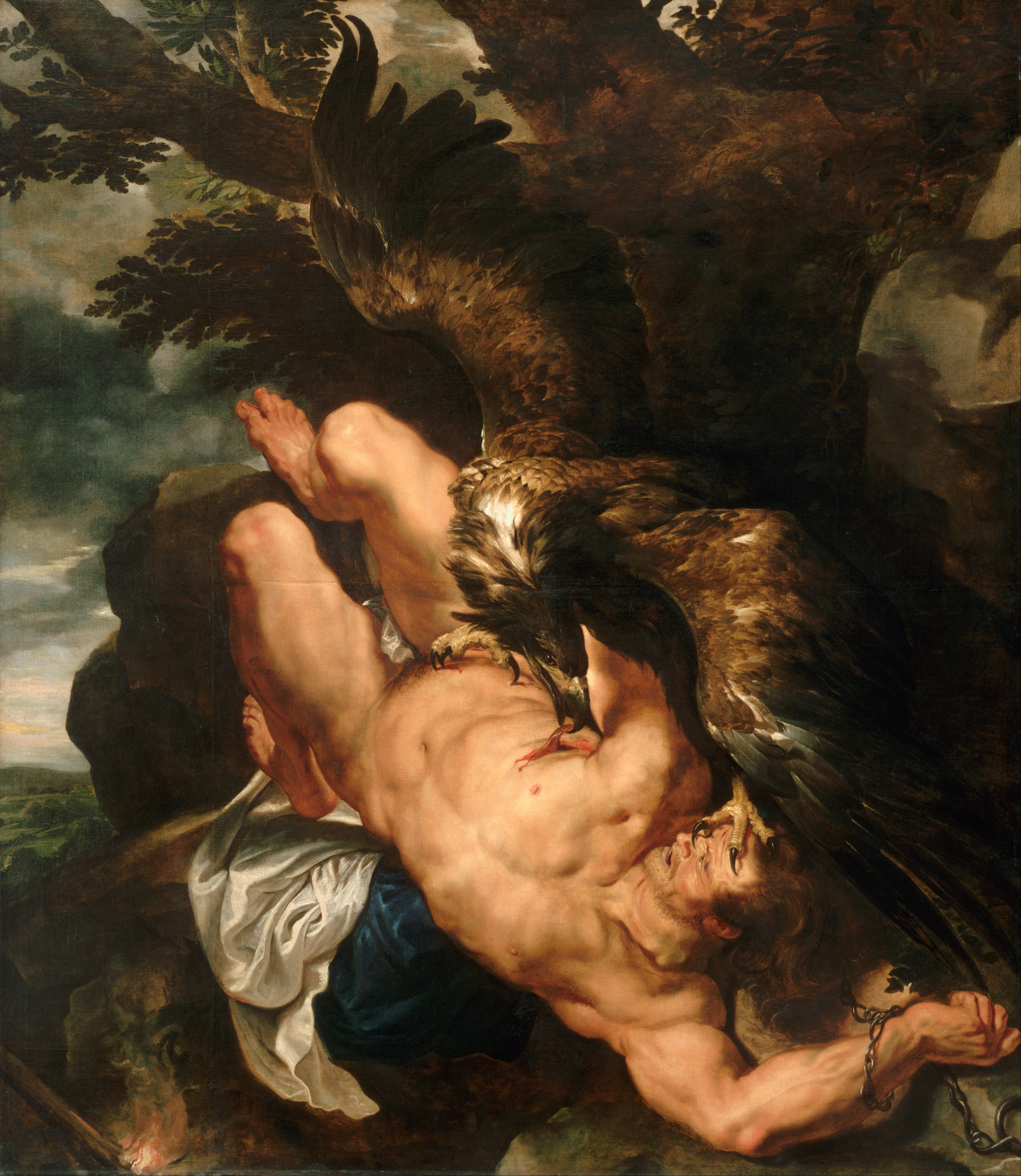
پرومتئوس باند، همکاری با روبنس,
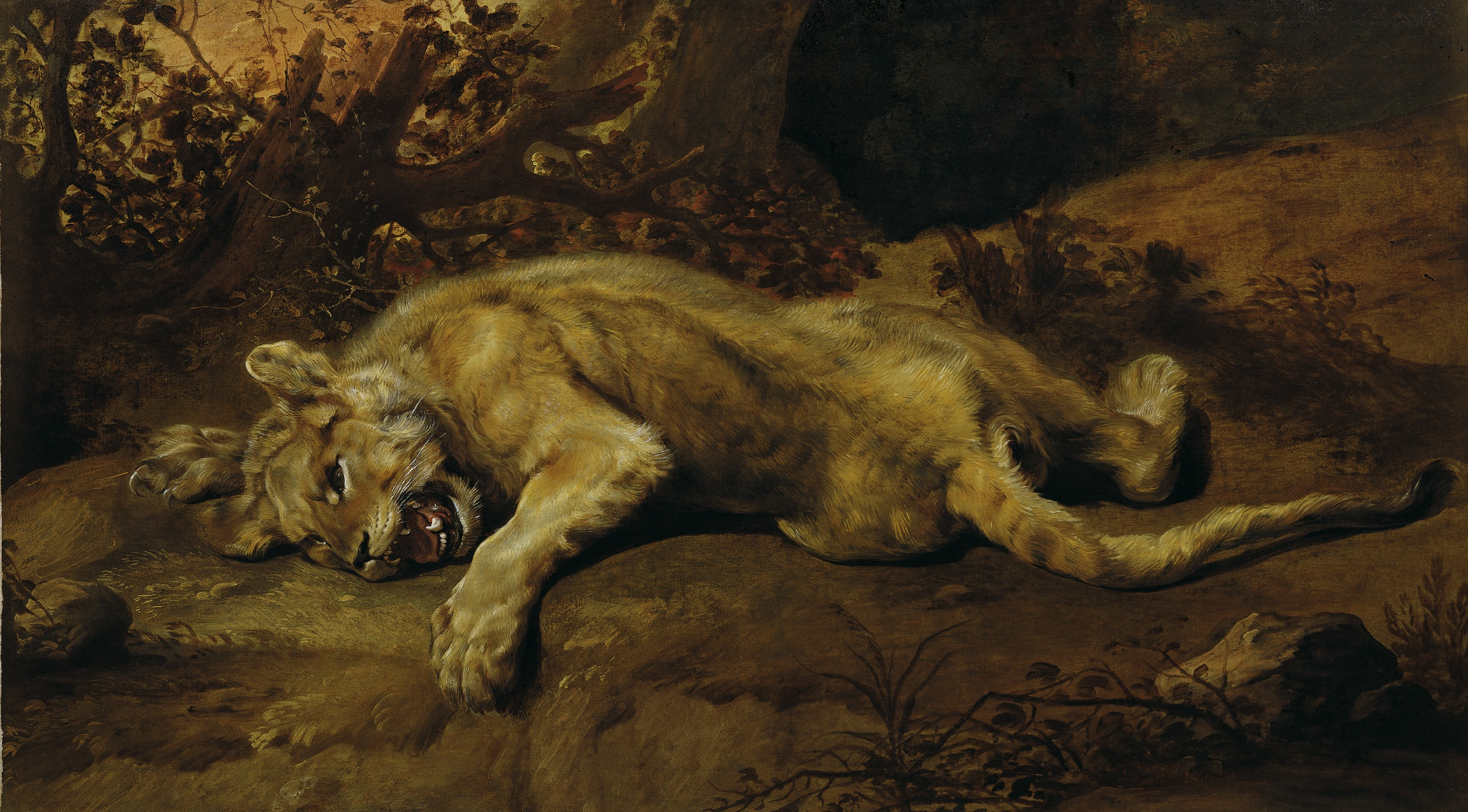
شیر ماده نقش بر زمین
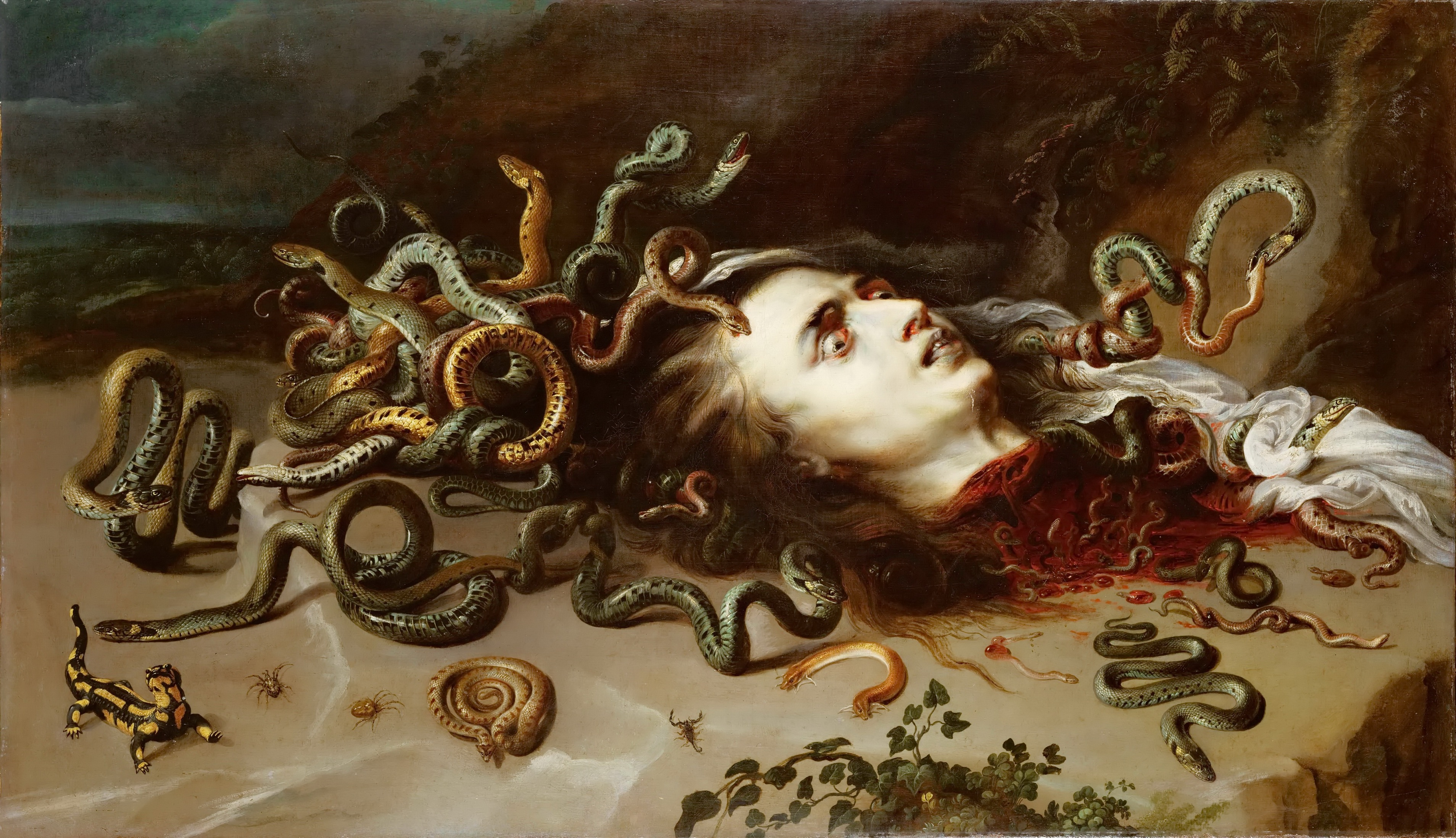
مدوزا